# Karim Akbari Mobarakeh
Karim Akbari Mobarakeh (en persa, کریم اکبری مبارکه; Teherán, 6 de junio de 1953-Ib., 29 de octubre de 2020) fue un actor y director de cine y teatro iraní. Su papel más famoso en el cine ha sido el papel protagónico en la película Death of Yazdgerd y en televisión con el personaje de Ibn Muljam Moradi en la serie Imam Ali y Ahmar bin Shamit en la serie Mokhtarnameh.

## Biografía
Obtuvo una licenciatura en actuación y dirección teatral de la Facultad de Bellas Artes de la Universidad de Teherán y comenzó su carrera en el teatro. Después de eso, en 1980, ingresó a la televisión.
Karim Akbari Mobarakeh fue miembro del comité de selección de la sección de teatro para niños y adolescentes del segundo Festival de Teatro Shahr, que se celebró en agosto de 2013. También tenía un historial de enseñanza de teatro en la Oficina de Orientación de Mashhad, la Oficina de Orientación de Shahreri y la Oficina de Orientación de Minab en su historial.
Mobarakeh falleció el 29 de octubre de 2020 a los sesenta y siete años en Teherán, a causa del COVID-19.

## Filmografía

#### Cine
- Muerte de Yazdgerd (1961)
- Resistencia (1965)
- Pasajeros (1970)
- Reunión (1973)
- Cuantas veces lloras (2005)
- Días de vida (2011)
- Canción oriental (2013)
- Azúcar de dote (2014)
- Perfume caliente (2017)

### Teatro
- Pahlavan Akbar Dies (1970) Escrito por Bahram Beizai y dirigido por Ebrahim Sokhansanj.
- Dictado y ángulo (1973) Escrito por Gholam Hossein Saedi y dirigido por Abdullah Akbari.
- Janzar (1974) Escrito por Bijan Mofid y dirigido por Abdullah Akbari.
- Slingshot (1977) Escrito por Mahmoud Jafari y dirigido por Abdullah Akbari.
- Koch (1977) Escrita y dirigida por Behzad Farahani
- La novia (1977) Escrita y dirigida por Behzad Farahani
- El señor de Pontilla y su criado Matti (1979) Escrito por Bertolt Brecht y dirigido por Mohammad Jafari.
- La generación desplazada (1979) Escrita por Manouchehr Shahpar y dirigida por un grupo.
- Death of Yazdgerd (1979) Escrita y dirigida por Bahram Beizai.
- De la Tierra a los planetas (1979) dirigida por Mahmoud Farhang.
- En las profundidades (1980) escrito por Maxim Gorky y dirigido por Mohammad Kowsar.
- Pitulation (1980) Escrita y dirigida por Noorullah Hosseinkhani.
- Orfanato (1984) Escrito y dirigido por Majid Beheshti
- En la playa (1986) de Mohsen Yalfani.
- Un incidente en la mañana de otoño (1986) escrito y dirigido por Abolghasem Moarefi.
- Goharshad (1989) Dirigida por Noorullah Hosseinkhani
- Simorgh Simorgh (1990) Dirigida por Qutbuddin Sadeghi.
- One Was Not One (?) dirigida por Majid Sarsangi
- La noche en que Toro fue encarcelado (?) Dirigida por Majid Jafari.
- Hagamos flores (?) Dirigida por Majid Jafari.
- Cherry Orchard (2016) Escrito por Antón Chéjov y dirigido por Akbar Zanjanpour.